# Пюигренье, Себастьян
Себастья́н (Себастье́н) Пюигренье́ (фр. Sébastien Puygrenier; 28 января 1982, Лимож) — французский футболист, защитник.

## Биография
Пюигренье является воспитанником школы футбольного клуба «Ренн». Его дебют в чемпионате Франции состоялся в 2003 году (сезон 2002/03), в матче против «Лиона», в котором бретонский клуб потерпел поражение 1:4. В следующих двух матчах футболист выходил в стартовом составе, но за все три матча сыграл всего 99 минут. На этом выступления француза за «Ренн» закончились, а следующий сезон он начал в выступавшем во втором дивизионе французского чемпионата клубе «Нанси» на правах аренды.
Пюигренье закрепился в составе нового клуба, а спустя два года (в сезоне 2004/05) лотарингцам удалось выиграть первенство во Второй лиге.
После того, как клуб Пюигренье продвинулся в Первую лигу Франции, футболист не мог продолжать выступать за «Нанси», будучи арендованным у другого клуба той же лиги. Поэтому в 2005 году «Нанси» подписал игрока на постоянной основе.
В трёх следующих сезонах (с 2005 по 2008) Пюигренье принял участие почти в ста матчах чемпионата, записав на свой счёт 10 голов. Свой первый гол защитник забил 28 августа 2005 года в матче против своего бывшего клуба, который был обыгран «Нанси» со счётом 6:0. Также Пюигренье открыл счёт голам лотарингцев в Кубке УЕФА, в матче против роттердамского «Фейеноорда» (3:0).
В сезоне 2007/08 «Нанси» неожиданно занял 4-е место в чемпионате Франции, а игроком заинтересовались несколько французских клубов, таких как «Ренн», «Лион», «Бордо» и «Сент-Этьен», афинский «Панатинаикос», а также петербургский «Зенит». Первоначально Пюигренье склонялся к переходу в «Сент-Этьен» и даже достиг с этим клубом предварительную договорённость, однако позже передумал и предпочёл российский вариант.
В основном составе «Зенита» дебютировал 6 августа 2008 года в матче Кубка России против новосибирской «Сибири» (0:1). В январе 2009 года на правах аренды перешёл в клуб английской Премьер-лиги «Болтон Уондерерс». Вернулся в состав ФК «Зенит» в июне 2009 года. Затем снова был отдан в аренду «Монако». Вернулся в «Зенит» в июне 2011 года. Петербургский клуб не сумел трудоустроить игрока и при этом не стал заявлять его для участия в чемпионате, что оставило Пюигренье без игровой практики до января 2012 года. 16 мая 2012 года, перед последним туром чемпионата Франции стал свободным от обязательств перед «Зенитом» и заключил с «Нанси» трёхлетний контракт.

## Манера игры
Спортивная газета L’Equipe, включив Пюигренье в символическую сборную французского высшего дивизиона по итогам 2007 года, отметила атлетизм футболиста, а также присущие ему скромность и трудолюбие. Кроме того, Пюигренье — высокорослый футболист и отличается умением хорошо сыграть в верховой борьбе.
Для защитника характерны жёсткие действия. В сезонах 2006/07 и 2007/08, играя в чемпионате Франции, Пюигренье получал по 8 жёлтых карточек и за свою манеру игры даже заработал прозвище «Мясник из Нанси».
В своём первом матче в чемпионате России против «Рубина» (1:4) Пюигренье, выйдя на замену во втором тайме, был удалён через 12 минут.
В своём первом матче за «Болтон» вышел на поле на 83 минуте при счёте 0:0 в игре с «Манчестер Юнайтед» и из-за его ошибки на 90 минуте «Болтон» пропустил гол и проиграл 0:1.

## Достижения
«Нанси»
- Победитель Кубка французской лиги: 2006
- Победитель Второй лиги Франции: 2004/05

«Зенит»
- Обладатель Суперкубка УЕФА 2008

«Монако»
- Финалист Кубка Франции: 2009/10